# 岐阜県道156号曽井中島美江寺大垣線
岐阜県道156号曽井中島美江寺大垣線（ぎふけんどう156ごう そいなかじまみえじおおがきせん）は、岐阜県本巣市曽井中島から同県瑞穂市を経由して同県大垣市に至る一般県道である。

## 概要
本巣市曽井中島を起点とし、本巣市を南下し、瑞穂市美江寺を経由し、揖斐川を横断して安八郡神戸町を経由して大垣市楽田町に至る。
起点から瑞穂市美江寺までの区間の多くでは樽見鉄道樽見線に並行している。また、瑞穂市美江寺から安八郡神戸町柳瀬付近までは旧中山道に沿っており、旧道の一部は旧中山道である。同県道が揖斐川を渡る鷺田橋から少し南西の位置にかつて呂久の渡しがあった。（かつて揖斐川の流路は現在と違い、瑞穂市と神戸町の境付近を流れていた。）
かつては集落をぬって走る隘路の多い路線であったが、道路の付け替えとルート変更が進み、隘路と言えるところは本巣市内に限られている。本巣市内も並行してバイパス（本巣市道）が整備されている。
2002年（平成14年）4月23日には平野井川を渡る平野井川大橋（神戸町）が開通した。

### 路線データ
岐阜県法規集に基づく起終点および経過地は次のとおり。
- 起点：本巣市曽井中島（＝国道157号交点）
- 終点：大垣市（楽田町交差点＝国道21号交点、国道258号起点）
- 重要な経過地：瑞穂市

## 路線状況

### 重複区間
- 岐阜県道92号岐阜巣南大野線（瑞穂市美江寺・美江寺宮前町交差点 - 瑞穂市田之上・田之上仲町交差点）

### 道路施設
- 鷺田橋（揖斐川、瑞穂市）
- 平野井川大橋（平野井川、神戸町 - 大垣市）

## 地理

### 通過する自治体
- 岐阜県
本巣市 - 瑞穂市 - 安八郡神戸町 - 大垣市

### 交差する道路
本巣市
- 国道157号：曽井中島（起点）
- 岐阜県道168号屋井黒野線：見延
- 国道303号：早野
- 岐阜県道159号北方真正大野線：下真桑
- 岐阜県道53号岐阜関ケ原線：軽海・軽海下四辻交差点

瑞穂市
- 岐阜県道92号岐阜巣南大野線・岐阜県道171号美江寺西結線：美江寺・美江寺宮前町交差点
- 岐阜県道170号田之上屋井線：田之上・田之上倉町交差点
- 岐阜県道92号岐阜巣南大野線：田之上・田之上仲町交差点
- 岐阜県道204号穂積巣南線：古橋・古橋外浦交差点
- 岐阜県道261号脛永万石線：呂久

安八郡神戸町
- 岐阜県道212号大垣大野線・岐阜県道230号柳瀬赤坂線：柳瀬・福田橋東交差点

大垣市
- 国道21号岐大バイパス・国道258号：楽田町1丁目・楽田町交差点（終点）

### 沿線
- 樽見鉄道樽見線
  - 糸貫駅
  - モレラ岐阜駅
  - 美江寺駅
- モレラ岐阜
- 本巣市役所糸貫分庁舎
- 岐阜工業高等専門学校
- 本巣市役所真正分庁舎
- 瑞穂市役所巣南分庁舎
- 小簾紅園
- 岐阜県立大垣北高等学校